# The Blind Man's Dog
The Blind Man's Dog è un cortometraggio muto del 1912 scritto, diretto e interpretato da Lewin Fitzhamon. L'altra protagonista del film è l'attrice Chrissie White.

## Produzione
Il film fu prodotto dalla Hepworth.

## Distribuzione
Il film - un cortometraggio di poco più di 182 metri - fu distribuito dalla Hepworth.